# Parque Alcantaro Corrêa
O Parque Alcantaro Corrêa é um parque urbano localizado na cidade de Blumenau, estado de Santa Catarina, Brasil, também conhecido como Parque das Itoupavas. Seu nome advém de uma homenagem prestada ao industrial catarinense Alcantaro Corrêa.

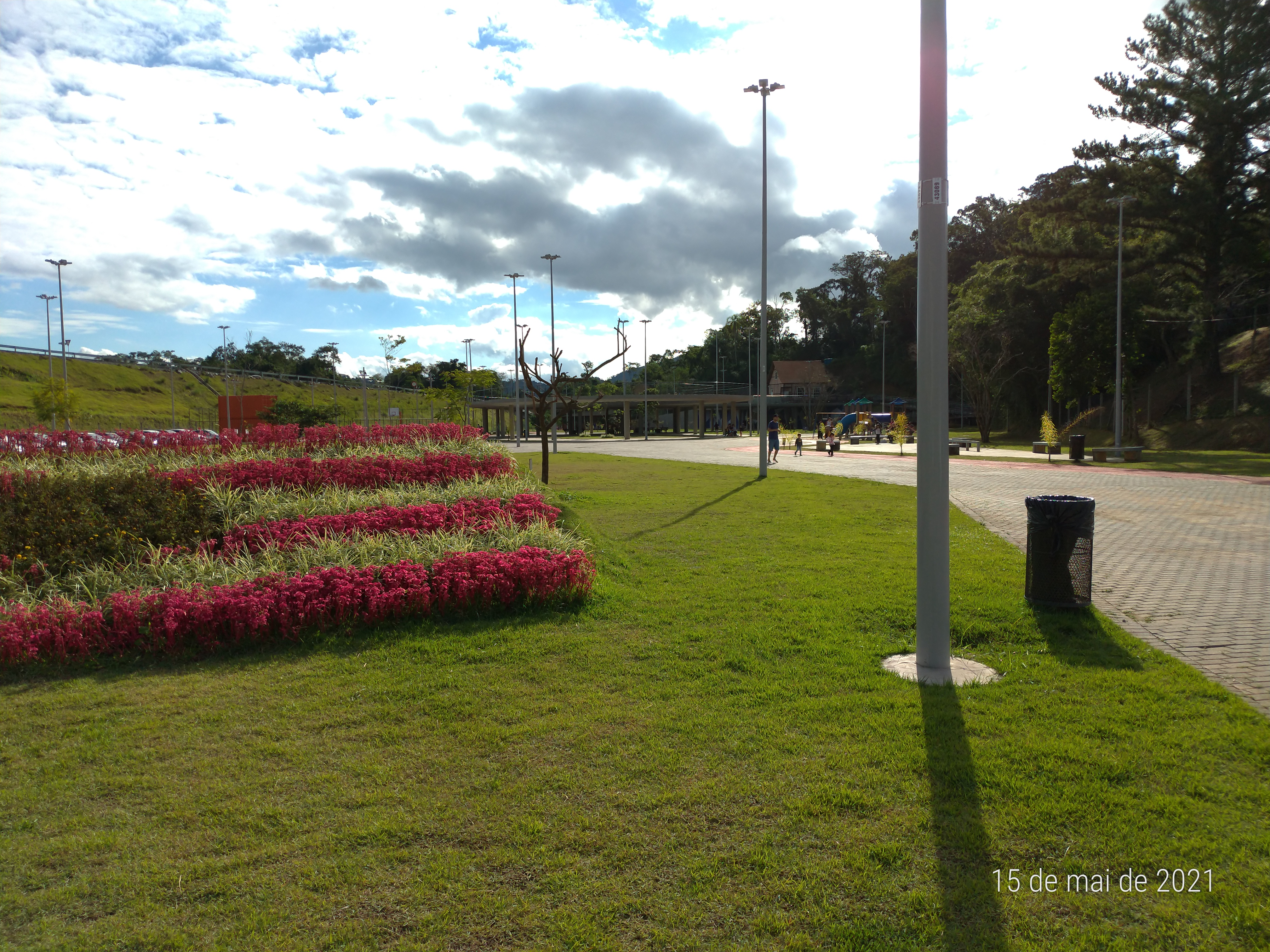
Vista geral do Parque Alcantaro Corrêa (Parque das Itoupavas)

Inaugurado em 12 de abril de 2021 conta com uma área de 14 mil metros quadrados e oferece equipamentos para prática esportiva e áreas de convivência. Encontra-se localizado na Rua 1° de Janeiro, 2091, no bairro Fidélis na região norte de Blumenau, entre a BR-470 e o Ribeirão Itoupava.

## Projeto
O parque foi idealizado pelo arquiteto blumenauense Egon Belz a partir de estudos que desenvolveu no início dos anos 1990. Sua concepção era de um parque que transmitisse a ideia de preservação do meio ambiente e de fomentar o esporte, a cultura e o lazer. Foi construído pela Prefeitura de Blumenau por meio da empresa Terra Arquitetura que desenvolveu e executou o projeto arquitetônico do espaço conservando os fundamentos da concepção original de Egon Belz.
No parque há diversos atrativos para o público como gramados para piquenique, jardins, área destinada a animais de estimação, quadra de esportes multiuso, cancha de bocha, playground, academia ao ar livre, pista de caminhada e corrida, pista para bicicleta, e quadra de vôlei de areia e basquete.

## Marcos históricos

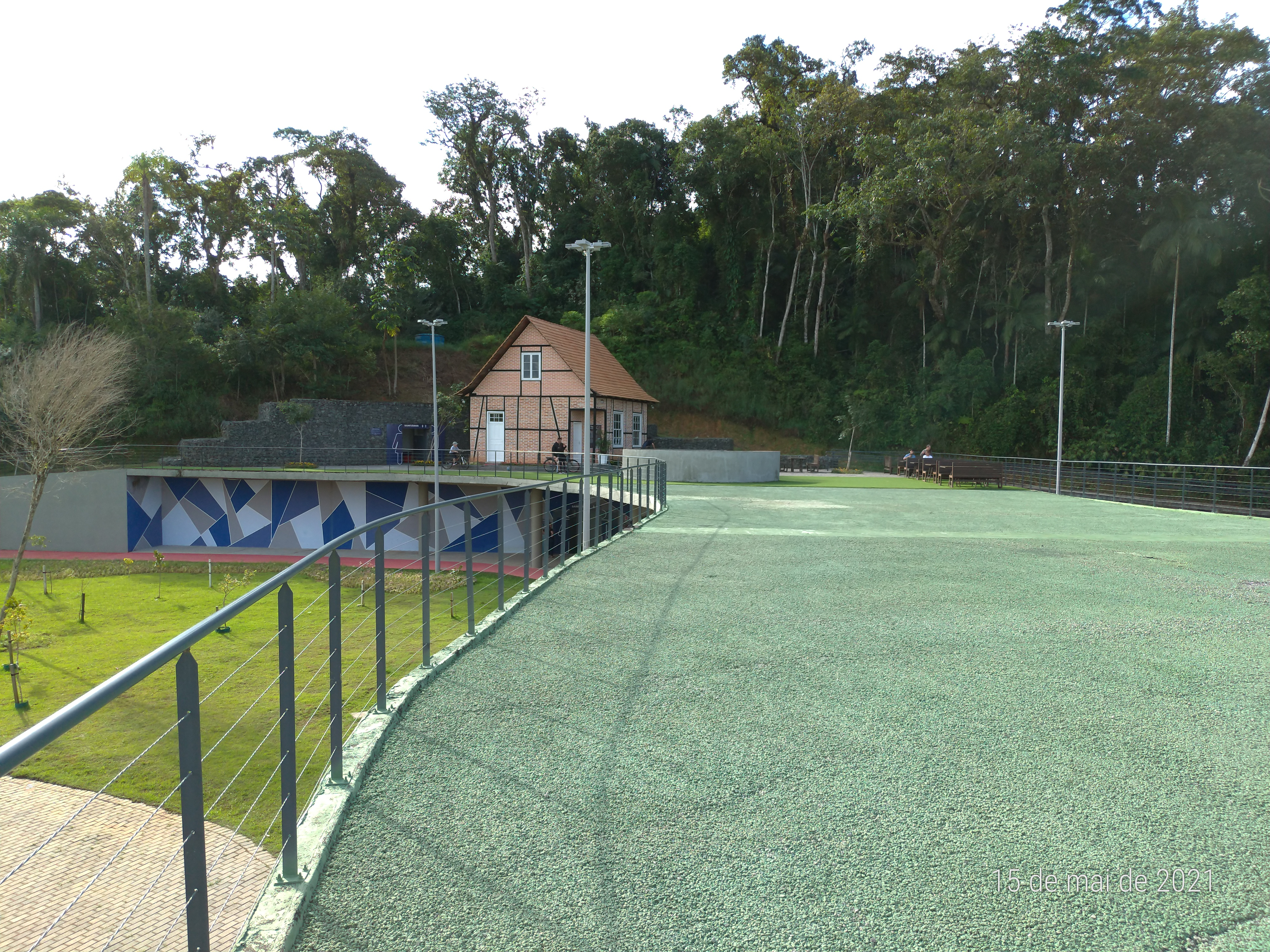
Casa enxaimel do Parque Alcantaro Corrêa

A casa enxaimel que constitui a sede administrativa do parque foi trazida da Vila Itoupava e restaurada. O imóvel ficava na entrada da Vila Itoupava junto à rodovia Guilherme Jensen (SC-108) e chegou a servir de Central de Atendimento ao Turista (CAT). Anteriormente a isso, o imóvel havia sido retirado da Rua Paraíba em 2005 e levado para a Vila Itoupava para servir como base para os visitantes que chegavam à cidade pelo Norte.
Em 8 de abril de 2021 uma equipe da Secretaria Municipal de Meio Ambiente e Sustentabilidade de Blumenau fez junto ao prefeito da cidade Mário Hildebrandt o plantio de uma muda tirada de um pé de carambola originalmente plantada pelo naturalista teuto-brasileiro Fritz Müller.